# Кримінальна картографія

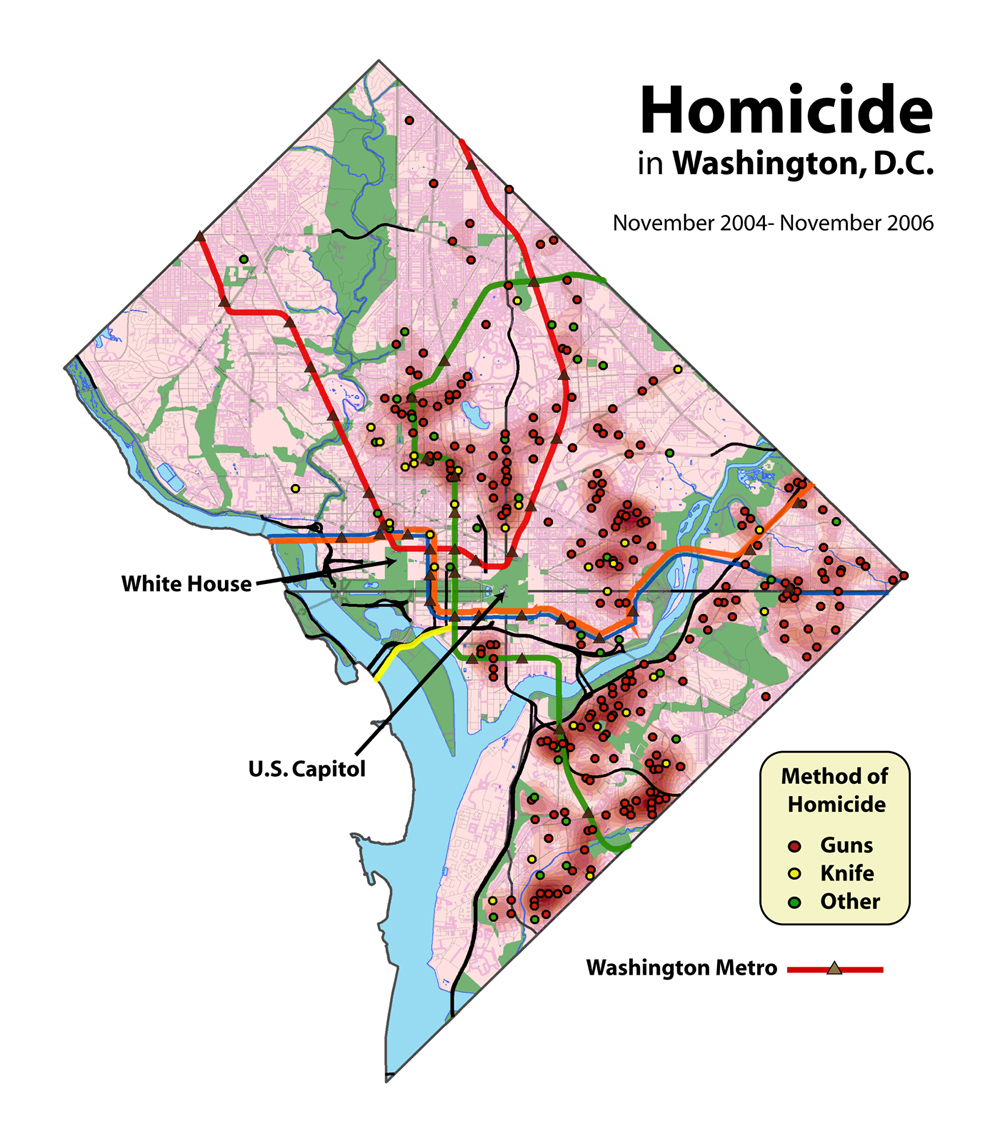
Теплова кримінальна карта скоєних вбивств за листопад 2004-листопад 2006 року. Вашингтон, Округ Колумбія, США.

Кримінальна картографія (англ. Crime mapping) — спосіб візуалізації на карті різноманітних правопорушень, який використовується аналітиками для аналізу злочинів і конкретизації специфіки їхнього скоєння. У США створення карт злочинності — це ключовий компонент поліцейської статистики і кримінального аналізу. Картографування злочинів використовує геоінформаційну систему (ГІС), що дозволяє аналітикам виявляти гарячі точки і плями злочинів на карті поруч з іншими трендами і випадками, недоступними без картографічної візуалізації правопорушень.

## Особливості
Використовуючи ГІС кримінологи можуть корелювати інші статистичні дані, такі як: демографічні дані, розміщення ломбардів, шкіл, базарів, місць торгівлі зброєю, якості освітленості вулиць та ін., що дозволяє краще зрозуміти глибинні кореневі причини скоєння злочинів і допомогти правозахисним установам боротися з цими проблемами.
Вперше спосіб комп'ютерного моделювання даних щодо злочинів з їх накладенням на карти був здійснений у Чикаго в 1986 році, коли департамент поліції виграв грант для втілення кримінальної картографії в життя. Згодом цю ініціативу перейняли інші великі міста США. Перелік теорій, що допомагають пояснити просторову поведінку злочинців включають такі: кримінологія довкілля, яка була запропонована у 1980 р. Патрісією і Полом Брантінгами, теорія рутинної активності, розроблена Ловренсом Коеном і Маркусом Фелсоном у 1979 році і теорія раціонального вибору. Просторові дані і їхній аналіз допомагає зараз зрозуміти чому злочини трапляються і не трапляються в певних місцях.

## Використання в Україні
В Україні досвід кримінальної картографії не був перейнятий місцевими відділками міліції чи регіональних ГУ МВС. Проте існує соціальний проект з візуалізації злочинності zloch.in.ua, який наразі зобразив криміногенність в розрізі областей за деякими видами злочинів, а також створив «гарячу» карту злочинності по м. Києву.
У 2018 році журналісти видання ZIK на основі опрацювання даних поліції з правопорушень за 2015—2017 рр. створили теплову карту злочинів м. Львова.